# 西山勉
西山 勉（にしやま つとむ、1885年4月18日 - 1960年9月21日）は日本の銀行家、外交官。満州中央銀行総裁、終戦連絡中央事務局次長等を務めた後、戦後 GHQにより公職追放を受ける。追放解除後は初代駐インド大使を務めた。高知県出身。

## 略歴
- 1885年 高知県で医師の父の下に生まれる。後に旧制海南中学校（のち高知県立高知小津高等学校）入学、東亜同文書院中退[1]。
- 1907年 東京高等商業学校（のち一橋大学）卒業、横浜正金銀行（のち三菱東京UFJ銀行）入行[1]
- 1938年 横浜正金銀行取締役[1]
- 1939年 大蔵省（のち財務省）アメリカ合衆国駐箚財務官
- 1943年 満州中央銀行総裁[1]
- 1945年 終戦連絡中央事務局次長兼第二部長事務取扱兼第四部長事務取扱[1][3]
- 1947年 公職追放[1]
- 1952年 インド国駐箚特命全権大使[4]
- 1954年 退職[1]。墓所は多磨霊園[5]。

## 栄典
- 1940年（昭和15年）8月15日 - 紀元二千六百年祝典記念章[6]